# Адригол
Адригол (англ. Adrigole; ирл. Eadargóil, «между двумя бухтами») — деревня в Ирландии, находится в графстве Корк (провинция Манстер). Основными отраслями промышленности здесь являются рыболовство, сельское хозяйство, туризм; магазин Peg's Shop предлагает ограниченные почтовые услуги. Есть 4 паба и церковь католической общины.